# Florentin Le Thierrat
 (juin 2024).
Florentin Le Thierrat est un juriste et essayiste français et lorrain de la première modernité. 

## Biographie
Né en Champagne, il s'installe à Mirecourt, dans le duché de Lorraine, à la fin du XVIe siècle et obtient du duc Charles III des lettres de naturalité en 1598. Auteur de plusieurs traités sur la noblesse, il est condamné pour avoir falsifié des documents seigneuriaux et est pendu à Mirecourt le 13 février 1608.

## Œuvres
- Florentin Le Thierriat, Trois traictez, scavoir 1. De la Noblesse de Race, 2. De la Noblesse Civille, 3. Des immunitez des Ignobles, Paris, Lucas Bruneau, 1606, 367 p.